# 케샤
케샤 로즈 시버트(영어: Kesha Rose Sebert, 1987년 3월 1일 ~ )는 케샤(Ke$ha)라는 이름으로 활동하고 있는 미국의 팝 가수이자 싱어송라이터, 랩 가수이다. 케샤가 18살이였던 2005년, 닥터 루크의 레이블사인 케모사비 엔터테인먼트와 계약을 했다. 이후 케샤는 다른 가수들의 백보컬, 작곡으로 참여 하는 등의 음악 활동을 했고, 2009년 플로 라이더의 1위 싱글 "Right Round"에 피처링으로 참여했다.
케샤의 데뷔 앨범 Animal과 리패키지 Cannibal은 모두 2010년 발매되었다. 케샤의 데뷔 싱글 "Tik Tok"은 빌보드 핫 100 1위는 물론 각종 신기록을 새우며 상업적인 대성공을 거뒀고, Cannibal의 리드 싱글 "We R Who We R"도 빌보드 핫 100 1위에 올랐다. 활동중에 케샤는 브리트니 스피어스의 "Till the World Ends" 등 다른 가수들의 작곡에 계속 참여하고있다.
현재 닥터루크한테 강간과 노예계약을 당했다는 이유로 소송을 진행 중이다. SNS에서 #freekesha라는 태그운동과 엄청난 이슈를 몰고있는데, 몇년전부터 진행된 복잡한 소송때문에 거의 3년이 넘도록 활동을 하지 않고있다. 2017년 7월 6일에 새 앨범인 Rainbow의 첫번째 싱글인 Praying이 발매되면서 다시 활동할 기미가 보이고 있다.

## 일생 및 경력

### 유년기와 청소년 시절
케샤는 1987년 캘리포니아주 로스앤젤레스에서 싱어송라이터였던 어머니 피비 시버트밑에서 태어났고 아버지는 태어날때부터 만날 수 가 없어 누군지를 몰랐다. 당시 케샤의 가정은 형제들과 어머니 모두 재정적으로 힘들었고 그들은 복지 수당 및 여러 도움으로 생계를 유지했다. 케샤가 유아였을적 어머니인 피비의 무대를 자주 보았다. 이후 1991년 피비의 가족들은 모두 테네시주 내슈빌로 이사를 떠났다. 이후 케샤의 남동생 루이스가 태어났다. 피비는 케샤에게 작곡하고 작사, 노래하는 방법을 가르쳐줘 간간히 케샤는 자작곡을 만들기도했다. 케샤의 집은 2005년에 패리스 힐튼과 니콜 리치의 버라이어티 프로그램 《The Simple Life》에 나와 케샤도 출연하기도 했다.
이후 Franklin High School과 Brentwood High School에 입학한다. 하지만, 학교에 적응하지 못해 17세에 고등학교를 중퇴했고 나중에 검정 고시에 지원한다. 그리고 그녀는 닥터 루크와 맥스 마틴의 설득에 의해 로스앤젤레스로 학업을 중단하고 음악 경력을 쌓아가기 위해 떠났다.

### 2009–11:Animal과Cannibal

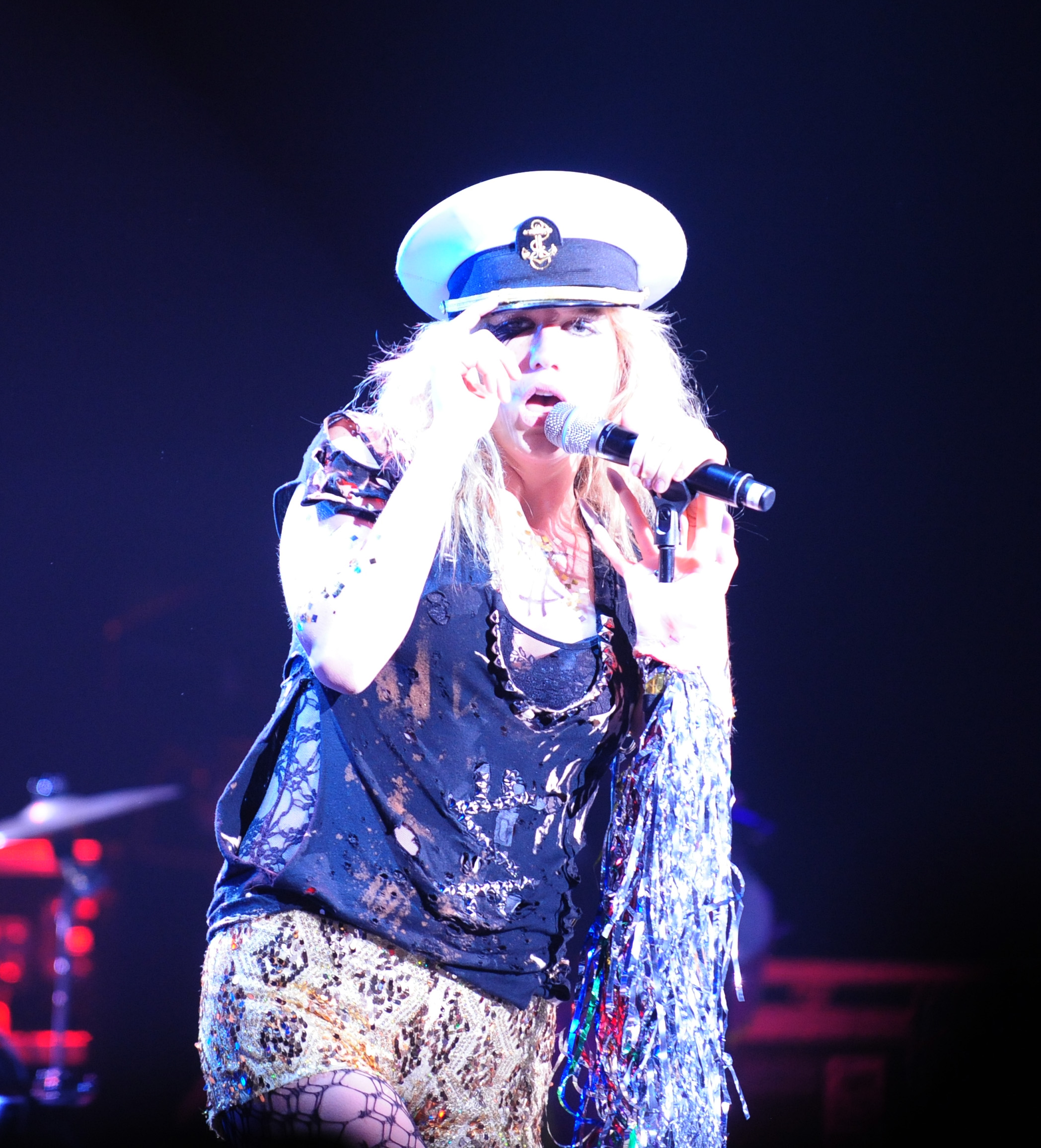
2010년 10월, 콘서트 중의 케샤.

2009년 8월, 케샤의 데뷔 싱글 "Tik Tok"이 디지털 싱글로 발매되었고, 두 달 뒤 라디오에서도 발표되었다. 노래는 11개 나라에서 1위를 차지하며 상업적인 대성공을 거두었는데, 첫 주 610,000 만건의 디지털 다운로드 건수로 한 주동안 가장많은 세일즈를 기록한 여자 가수가 되었고 해외 라디오 방송횟수 집계에서도 11,224회를 기록하며 17년만에 기록을 세웠다. 또한 빌보드 핫 100에서 9주 연속 1위를 하며 1977년, 데비 분이 세웠던 여성 가수의 데뷔 싱글 빌보드 차트 최장기간 1위 기록을 33년 만에 갱신했다. 2010년 10월에는 미국에서 5,000,000만 다운로드 건수를 넘어 5× 플래티넘 인증을 받았다. 한국에서도 인기를 얻어 각종 팝 차트 1위를 차지했었고 싸이월드 디지털 뮤직 어워드 1월 인터내셔널 아티스트 오브 더 먼스를 수상했다. 케샤의 데뷔 앨범은 Animal로 2010년 1월 발매되었고 음악 평론가들로부터 여러 가지 평을 받았는데, 메타크리틱 평균 평가 점수를 보면 54/100점이였다. 《롤링 스톤》은 "혐오스럽고 이상하지만 우스꽝스러우면서 기억하기 쉬운 음반"이라고 했다. 앨범은 미국, 캐나다 그리고 그리스 음반 차트에서 1위로 데뷔하였다. 이후 두 번째 싱글 "Blah Blah Blah", 세 번째 싱글 "Your Love Is My Drug", 네 번째 싱글로 "Take It Off"로 발매되었다. 이 싱글들은 미국, 호주, 캐나다 등지에서 10위권안에 진입하며 상업적인 성공을 거뒀다. 2010년 9월경을 기준으로 Animal은 200만 장 정도가 팔리고있다. 쓰리오쓰리와 타이오 크루즈는 케샤와 피쳐링으로 참여하기도 했다. 미국의 라디오 DJ로 일하고 있는 DJ 스톨른이 누드 사진을 유출시켜 문제가 됐으며 훨씬 강도높은 사진도 소유하고 있다며 케샤를 긴장시켰지만 케샤는 필요하면 언제든지 출연하겠다며 사건을 마무리했다.

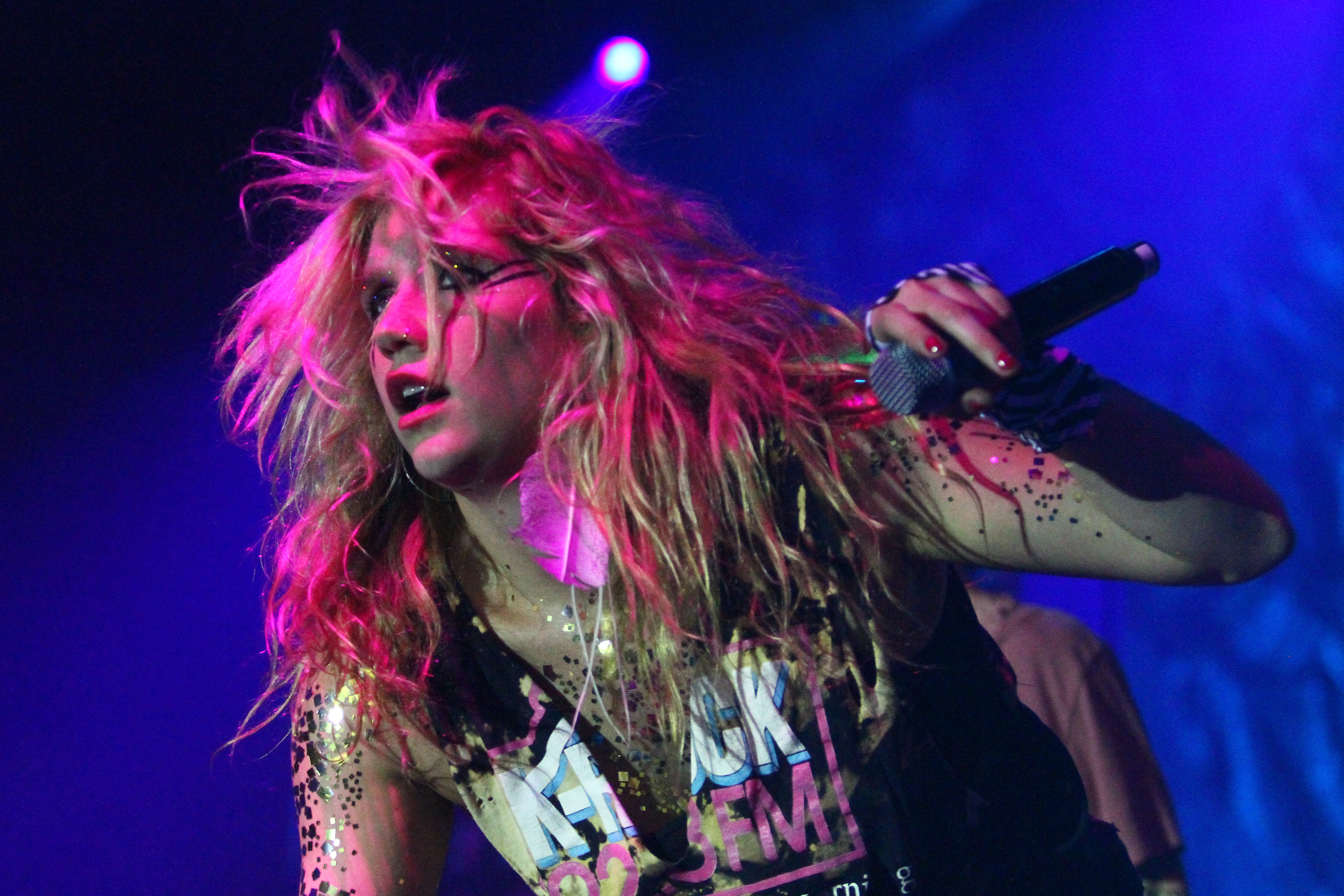
2010년 10월, 케샤

한편, 2010년 5월 테네시주 내슈빌 홍수의 피해자를 돕기 위해 2010년 6월 16일 케샤는 자선 콘서트를 열었다. 케샤는 이날 수익금으로 총 7만달러를 벌어들였다. 모든 수익금은 이주민들을 위해 썼고, 홍수에 의해 버려진 애완동물들을 위해 현지 동물 보호소에 개 사료 1000파운드(450Kg)치를 기부했다. 또한 리한나의 Last Girl on Earth 투어에서 북아메리카를 지원하는 게스트로 출연하기도 했다. 또한 2010년 11월 7일 스페인 마드리드에서 열린 2010 MTV 유럽 뮤직 어워드에서 신인상을 수상했다. 이후 케샤의 Animal은 몇곡을 더 추가해 EP형식의 Cannibal이라는 제목으로 11월 22일 다시 발매된다. 이에 앞서 발매된 리드 싱글 "We R Who We R"는 빌보드 핫 100 1위로 데뷔했다. 두 번째 싱글 "Blow"는 2011년 초 핫 100 차트 상위권을 차지했다. 2011년 6월까지 케샤는 미국에서 2,100만 건의 디지털 다운로드 판매량을 올리고있다. 2011년 4월에는 케샤의 첫 리믹스 앨범 I Am the Dance Commander + I Command You to Dance: The Remix Album을 발매했다.

### 2012–2016:Warrior와 소송
2012년 12월 4일 케샤는 두 번째 정규 앨범 Warrior를 발매 후, 앨범의 첫 싱글 "Die Young"을 2012년 9월 25일 발매했다.
현재 복잡한 소송과 섭식장애와 같은 정신적 이유로 3년가까이 활동을 하지 않고있다.
2017: Rainbow
세 번째 앨범 Rainbow 2017년 8월 11일에 발매된다고 알리며 활동을 시작할 기미를 보였다. 첫 번째 싱글인 Praying을 발매되면서 활동을 시작했다.7월 13일에는 두 번째 싱글인 Woman이 7월 23일에는 Learn To Let Go를 발매했다.

## 음악 스타일 및 테마
케샤는 마돈나, 데비 해리, 퀸, 조니 캐쉬, 아론 네빌, 밥 딜런 그리고 비스티 보이즈, 벨벳 언더그라운드, 토킹 헤즈, 블론디와 같은 음악가들에게 영감을 받았다. 케샤는 딜런의 Nashville Skyline을 가장 좋아하는 음반으로 꼽았고 케샤의 데뷔 음반 Animal은 비스티 보이즈의 음반 Licensed to Ill에서 영향을 받았다고한다.

## 음반 목록

### 정규 앨범
- 《Animal》 (2010)
- 《Warrior》 (2012)
- 《Rainbow》 (2017)
- 《High Road》 (2020)
- 《Gag Order》 (2023)
- 《.》 (2025)

## 영상 목록

### 영화
- 케이티 페리: 파트 오브 미 (2012)
- 젬 앤 더 홀로그램 (2015)
- 고스트 스토리 (2017)

### 텔레비전
- 새터데이 나이트 라이브 (2010)